# 구스타프 랑게

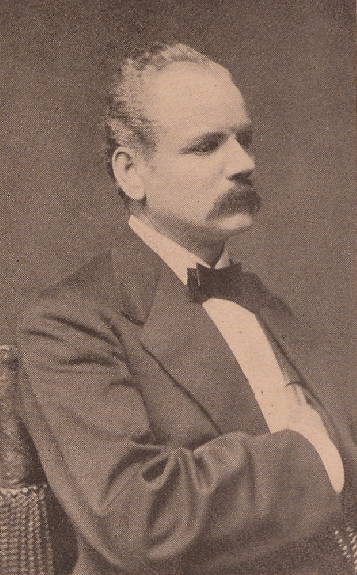

구스타프 랑게(독일어: Gustav Lange, 1830년 8월 13일 - 1889년 7월 20일)는 독일의 작곡가이다.

## 생애
랑게는 1830년에 프로이센 작센주 에르푸르트에서 태어났다. 그는 아버지에게 피아노와 오르간에 대한 최초의 음악 교육을 받았고 베를린 교회 음악원에서 피아노, 오르간 및 작곡을 배웠다. 그의 교사는 아우구스트 빌헬름 바흐, 에두아르드 그렐과 알베르트 뢰슈호른이었다.
그는 여러해 동안 베를린에서 살았으며 1889년에 베르니게로데에서 사망했다.

## 음악
1860년대에 랑게는 많은 작품을 만들었으며, 그 중 대부분은 가볍고 인기있는 피아노 곡으로 약 500곡을 썼다.

## 작품
- 꽃노래